# 부 (문학)
부(賦)는 고대 중국의 운문 문체의 일종이다. 한나라를 대표하는 문예로, 전국 시대부터 발생하여 청나라 때까지 존속되었다.
가요로부터 파생된 것으로 여겨지는 한시와는 달리, 부는 낭송을 목적으로 지어진 것으로 여겨진다. 문체의 성격으로는 한시와 산문의 중간에 해당하며, 본디 나라나 도성을 찬미하거나, 장소·사물·감정을 망라하여 표현하는 수단으로 이용되었다. 한대의 부는 서정적 요소가 적고 사물을 묘사하는 데에 치중하였으며, 시대가 흘러감에 따라 서정성이 강해지고 변려문·근체시 등의 영향을 받게 되었다.
부에 대한 연구는 청대에 최전성기를 맞이하였으나 지나친 수사 표현과 현실성 결여로 20세기에 들어서 비판의 대상이 되었고, 이에 따라 문화 대혁명이 끝난 1976년까지 거의 소멸되었다. 이후의 연구는 서서히 예전의 수순을 밟고 있다.

## 의미
중국의 고전에서 '부'라는 낱말이 처음 등장하는 것은 주나라 때의 일로, 시의 낭송을 뜻하였다. 본래 부는 '부'(敷)와 통하여 '넓게 펴다'라는 뜻이 있는데, 여기에서 파생하여 '큰 소리로 사람들에게 들려주다'라는, 이른바 낭송을 의미하게 되었다. 운문 형식으로서의 부는 사물을 늘어놓는다는 의미와 낭송한다는 의미가 함께 성립되었다고 볼 수 있다. 또 이와는 별개로 《시경》의 육의(六義)의 하나로써, 생각한 바를 직접적으로 서술한다는 용법도 있다.
'부'라는 글자의 해석으로는 예로부터 두 갈래의 문맥이 있었다. 하나는 《주례》 정현주의 '부는 펴는 것(鋪)으로, 지금의 정치와 교화의 선악을 읊는 것이다(賦之言鋪, 直鋪陳今之政敎善惡)'로, 즉 말을 늘어놓는다는 뜻이다. 또 하나는 《한서》 예문지의 '노래하지 않고 읊는 것을 부라 한다(不歌而誦謂之賦)'이다.

## 역사
부는 《초사》에서 파생된 것으로 여겨진다. 《초사》는 샤머니즘의 제사 음악에서 유래한 것으로 알려져 있는데, 이것이 시대를 거쳐 곡조를 잃음과 동시에 제자백가의 수사표현의 영향을 받아 구송문학으로서의 부가 발생된 것으로 여겨진다. 실제로 《전국책》에 보이는 종횡가의 변설과 순자의 부편, 그리고 남쪽에서 흥한 《초사》에는 문답형식의 문장구성, 나열·중첩표현 등으로 찬미의 뜻을 극대화하는 기법 등 한대의 부로 이어지는 요소가 많이 포함되어 있다. 《초사》의 〈복거〉〈어부〉 두 편은 한대 부의 효시라고 볼 수 있다.
〈이소〉를 비롯한 굴원의 작품은 그의 제자로 여겨지는 송옥 등의 작품과 함께 소체부라고 불려, 후세의 부의 형식 및 내용의 원류가 되었다. 〈이소〉의 형식과 서정성을 물려받은 문체를 전한 이래로 사(辭)라 부르고, 사와 부를 아룰러 '사부'라고 부르는 경우도 있었으나, 둘의 구분은 확실하지 않으며, 부는 사를 포함한 포괄적 문체로 일컬어지기도 한다. 한편 주희가 《초사후어》에서 〈장문부〉에 언급한 바와 같이, 부로 일컬어진 작품들 중 사에 포함되는 경우도 있었다.
연대가 분명한 현존 최고(最古)의 부는 기원전 170년경에 지어진 가의의 〈복조부〉이다. 가의의 현존 작품들 중 가의 자신이 장사에 갈 때 〈이소〉에 비유하여 지어진 부로 언급되나, 작품 자체는 이미 산일되었다.

### 한

#### 전한
전한 초기는 부의 최전성기로, 뛰어난 부 작가가 초나라 지역에서 나타났다. 기원전 170년경 가의의 〈앵무부〉는 작자 본인이 장사로 추방되고 3년 후에 쓰인 것으로, 〈이소〉를 비롯한 굴원의 저작 형식을 모방하였다. 〈앵무부〉는 현전하는 가장 오래된 작품임과 동시에, 작자의 처지에 대한 사색을 폭넓게 표현한 점이 두드러진다.
경제는 사부를 대단치 않게 여겼기 때문에, 매승·추양 등 당시의 부 작가들은 오왕 유비나 양효왕의 밑에 모여들어 여러 작품을 남겼다. 경제의 뒤를 이은 무제의 치세에는 대부(大賦)가 크게 흥하여, 무제의 부름을 받은 저명한 작가들이 궁중의 연회에서 부를 뽐냈다. 무제 시기 최초의 부는 매승의 〈칠발〉(七發)로, 〈칠발〉을 계기로 부는 도덕적·계몽적 내용을 읊으면서 허례허식과 탐미주의를 곁들인 모순된 성질을 갖추게 되었다.
대부의 대가 중 사마상여는 무제에게 임용되어 자신의 작품 〈자허부〉(子虛賦)를 걸작 〈상림부〉(上林賦)로 발전시켰고, 이 부는 대중에 가장 잘 알려진 부가 되었다. 원제는 〈천자유렵부〉(天子遊獵賦)로, 장안 동쪽에 설치된 황제의 사냥터를 찬미하는 것이었으나 난해한 어휘와 벽자(僻字)를 많이 써 서진의 곽박의 주석을 통해서야 해독할 수 있을 지경이었다.
이 작품을 시작으로 대부는 부수의 시각정 통일과 쌍성(雙聲)·첩운(疊韻)을 비롯한 글자 활용상의 연구가 이루어졌고, 때문에 《설문해자》나 기타 갑골문·금문 등에서 거의 보이지 않는 어휘와 글자가 대부에서 다수 출현하게 되었다. 이와 같이 대부는 시각적·청각적 감상이 가능한 예술작품이 되었고, 이후 서예·그림 등의 예술의 발전에 기여하였다.
본래 부는 순수한 시적 유희로서 읽혔으며, 따로 제약이 없이 오락과 도덕적 훈계를 작품에 녹여낸 문학이었다. 그러나 무제 시기의 궁정 문화에서 부에 장식성을 극대화시킨 결과, 부가 풍속을 바로잡을 기회를 없앴다는 비판을 가하게 되었다. 이 비판의 선구자는 전한의 작가 양웅으로, 젊었을 때 양웅은 사마상여를 본받아 부를 모방하였으나 나중에는 대부를 비판하였다. 그는 부의 본래 목적은 '풍'(諷), 즉 임금에게 간하는 것이라고 생각하였으나, 부에 수사적 주장과 잡다한 어휘가 지나치게 붙은 결과 듣는 이·읽는 이로 하여금 미적으로만 즐기게 하고 도덕적 내용은 빠지게 되었다고 주장하였다. 양웅은 한나라 초기의 부와 〈시경〉의 부와 유사한 작품을 열거하여 〈시경〉의 시는 도덕을 읊었으나 한나라의 부는 정도가 지나치다(淫)고 설명하였다.

## 같이 보기
- 동중서